# Kerstin Rydbeck
Kerstin Rydbeck, född 1958, är en svensk litteraturvetare och sedan 2011 professor i biblioteks- och informationsvetenskap vid institutionen för ABM vid Uppsala universitet. 
Kerstin Rydbeck var 2014–2020 dekanus för Historisk-filosofiska fakulteten. Hon disputerade 1995 med avhandlingen Nykter läsning: den svenska godtemplarrörelsen och litteraturen 1896–1925.